# Обське (Каменський район)
О́бське (рос. Обское) — село у складі Каменського району Алтайського краю, Росія. Входить до складу Гоноховської сільської ради.

## Населення
Населення — 318 осіб (2010; 434 у 2002).
Національний склад (станом на 2002 рік):
- росіяни — 95 %